# Грчка македонска песница
Грчка македонска песница (грч. Ελληνική Μακεδονική Πυγμή) била је грчка националистичка паравојна организација која је за циљ имала супротстављање Унутрашњој македонској револуције организације (ВМРО) у Егејској Македонији. Основала ју је Генерална команда Грче војске 1925, након што је ВМРО уништио федералистичке одреде, која је предводио Тодор Паница, уз подршку Грчке и Југославије. На челу организације био је Стефанос Григориоу, а укупан број припадника био је око 15.800 људи.
Упоредо са Грчком македонском песницом, у Југославији је основана слична организација са истим циљем под називом Удружење против бугарских бандита. У ту сврху у Вардарској Македонији је наоружано 60.000 колониста и распоређено је 35.000 жандарма, редовних војника и четника. Основано је неколико андартских одреда, проглашених „федералистичким”, под командом Ангела Димкова и Кирила Петкова у Сјарској, под Георгијем Маноловим у Солунској и по један у Костурском и Воденском крају.

Одмах послије бомбашког „атентата” у Лерину, појавила се Грчка македонска песница, која је себи за циљ поставила одбрану државе од бугарских комита. Ово удружење је створено под покровитељством грчке владе са циљем да се, сталним прогонима, бугарско становништво натјера да емигрира. То су циљеви његових твораца који су ангажовали банду од 10—15 људи, коју предводи крволочни „капетан” Стефан. Рођен у Битољу, Стефан је Влах по националности. Године 1916. приликом повлачења бугарских трупа из области, он је заједно са одметнутим Бабунским окупио бугарске прваке из села Пателе, Соровичи и Петрско: Поп Петре, Дине Даскето, Лазо Мишев, Михаљ Зунков, Дине Газета, Коле Дочев, Пандо Кангов, Доре Алилиомов, Георги Дичков, Христо Смиљајков, Стефо Бачев, Гого Бисерин, Лазо Трајанов, Трајан Трајанов, Коле-хаџи Мицов, Кочо Гјуров, Коле Петрушанов, Стојан Бачков, Кочо Бисерин, Ставре Стамков и др. и пошто их је малтретирао, одвукао их је у планине, гдје их је убио. Рођаци и пријатељи успјели су да пронађу тијела, ужасно унакажена, само неколико дана касније.
Овај исти бандит је у исто вријеме вршио пљачке становништва, које је морало да се одрекне свог посљедњег комада злата да би избјегло његову одмазду. Француске војске власти биле су страховито огорчене понашањем овог окрутног бандидата, који је осуђен. Ипак, на инсистирање грчке владе помилован је у посљедњем тренутку.
Ово је Стефан. Сам Пангалос му је дао потпуну слободу да коље, малтретира и прогони становништво у Леринској области. Тако већ мјесецима лута од села до села: у Каленици, Хасаново, Пополжане, Неокази, Воштарани, Сетини, Крушоради, Клештину, Котори, Лесковецу, Росену, Песочници, Врбени, Кучковени, Борешници и др. Становништво је подвргнуто системском прогону и нема коме да се жали. Највиђенији Бугари су побијених (из горенаведених села). У селу Лесковец свештенику Христу откинули су браду, а 3 жене (Минкова, Џолева и Пандева) и брат Митре су тешко претучени. Многи су морали да бјеже преко границе.
Према нашим сазнањима, чак су и српски граничари згрожени овим вандализмом и ушли су на грчку територију, покушавајући да ухвате „капетана” (у правцу Крушорадија) да би ослободили становништво. Ипак, упозорени су од једне жене, да је „капетан” успио да побјегне.
Ово је, уопштено говорећи, ситуација коју је створио Пангалос у Леринском крају. Колико ће ово трајати? То би само Бог могао да каже…
31. октобра, под изговором тражења комита, војне јединице и жандармерија, наоружани артиљеријом и митраљезима, претресли су села Варбени, Пополжени, Арменоро, Петораци итд. и били су под опсадом 3 дана. Послије најтемељнијег претреса села, показало се да „комитама” нема ни трага. Ипак, претреси су били праћени страшним узнемиравањем. У Варбени је ухапшено 30 људи, а у Пополжену 41 особа.

Да би остварила своје главне циљеве, Грчка македонска песница је „Прогласом македонском народу” од 27. јануара 1926. у Лерину наметнула становништву Егејске Македоније сљедеће наредбе:

1) Забрањено је од данас говорити бугарски језика на свим јавним мјестима, установама, трговинским односима, састанцима и скуповима, забавама, ручковима, свадбама итд.
2) Присиљавамо горе наведене да говоре грчки језик.
3) Препоручујемо свим властима — административним и војнима, државним и приватним чиновницима да не прихватају и не дају информације на било ком другом језику, осим на грчком.
4) Родитељи, учитељи, свештеници и старатељи малољетника, позивамо вас да испуните своју патриотску дужност и сматраћемо вас одговорним за преступе ваших подријеђених.
5) Ко прекрши ове заповјести сматраће се издајником отаџбине и наша организација ће га жестоко казнити, која је настала након узастопних, дуготрајних и дубинских анализа ситуације и под мотом „Отаџбина изнад свега”. [Организација] има моћ да казни свакога ко не поштује заповјести.
Као одговор, Централни комитет ВМРО (у саставу Ванчо Михајлов, Георги Попхристов и Александар Протогеров) донио је одлуку у јануару 1926. да у оквиру ВМРО успоставе сталну обавјештајну службу, која би пратила све у вези са револуционарном борбом у Македонији. У том циљу, руководиоци револуционарних округа ВМРО, Спољно представништво ВМРО и руководство ММТРО и ММС добили су упутства да прикупе све информације у Бугарској, Македонији и цијелој Европи. Окружне војводе ВМРО морају водити тачну статистику о страним војним јединицама у својим рејонима. Озбиљна пажња поклања се и одметницима из ВМОРО, који су прешли у грчку и српску службу.